# Ferenc Mészáros
Ferenc Mészáros (Budapest, 11 aprile 1950 – 9 gennaio 2023) è stato un calciatore e allenatore di calcio ungherese, di ruolo portiere.

## Palmarès

### Club

#### Competizioni nazionali
- Campionato ungherese: 1

Vasas: 1976-1977
- Coppa d'Ungheria: 1

Vasas: 1972-1973
- Campionato portoghese: 1

Sporting CP: 1981-1982
- Coppa di Portogallo: 1

Sporting CP: 1981-1982
- Supercoppa di Portogallo: 1

Sporting CP: 1982